# Guerra e pace (opera)
Guerra e pace (titolo originale russo Война и мир, Voyna i mir) op. 91 è un'opera lirica in due parti e tredici quadri scritta da Sergej Prokof'ev fra il 1941 e il 1942; il libretto è tratto dal romanzo omonimo di Lev Tolstoj ed è stato scritto dal compositore insieme a Mira Mendelssohn.

## Storia
Nell'agosto 1941 Prokof'ev, subito dopo l'invasione tedesca della Russia che minacciava Mosca, decise, su invito delle autorità, di stabilirsi nel Caucaso a Nal'čik, vicino all'abitazione dell'amico Nikolaj Mjaskovskij e dove si trovavano rifugiati già altri artisti. Dopo aver scritto alcune opere di argomento patriottico, come la suite Anno 1941 op.90, egli iniziò a dedicarsi a un progetto a cui pensava da tempo, un'opera lirica sul testo del romanzo di Tolstoj, Guerra e pace.
La particolare situazione storica che presentava notevoli analogie con i fatti narrati da Tolstoj, influirono sulla scelta del musicista che cercava di manifestare la sua sincera vicinanza alla patria con il suo lavoro. Già nel mese di aprile Prokof'ev aveva scritto un abbozzo di libretto, terminandolo a luglio prima ancora di giungere nel Caucaso. Avendo avuto la necessaria approvazione del Comitato delle Arti, il musicista iniziò a scrivere la partitura il 15 di agosto mentre rifiniva il libretto insieme alla compagna Mira Mendelssohn.
Dopo alcune settimane, poiché l'esercito tedesco aveva occupato l'Ucraina e minacciava il Caucaso, Prokof'ev e gli altri artisti presenti a Nal'čik si dovettero spostare in Georgia a Tbilisi. Qui il compositore, mentre collaborava al film Ivan il Terribile con il regista Ėjzenštejn, terminò la partitura di Guerra e pace per canto e pianoforte il 13 aprile 1942. Egli mandò subito la sua opera a Mosca per l'approvazione. Con sua grande sorpresa, dopo alcuni giorni, ricevette una lettera di Dmitrij Šostakovič che aveva avuto l'occasione di visionare la nuova opera rimanendone favorevolmente impressionato. La Commissione per le Arti rispose poi al compositore raccomandandogli di accentuare il carattere patriottico del lavoro, soprattutto nella seconda parte sulla guerra, sottolinendo l'impegno avuto dal popolo russo nel 1812.
Prokofiev si dedicò quindi alla strumentazione dell'opera cercando di realizzare gli aggiustamenti richiesti inserendo altre parti e dando enfasi al finale. Una prima esecuzione di Guerra e pace era stata programmata al Teatro Bol'šoj per l'autunno del 1943, ma non fu realizzata per motivi bellici. Una versione concertistica e molto ridotta, di soli undici quadri, ebbe poi luogo a Mosca il 7 giugno 1945 alla Sala Grande del Conservatorio con la direzione di Samuel Samosud. In seguito furono rappresentati i primi otto quadri al Teatro Maly di Leningrado il 12 giugno 1946; il successo fu tale che furono date ben cinquanta repliche della rappresentazione.
Il compositore continuò comunque a ritoccare, correggere e perfezionare il suo lavoro fino a dopo il 1947, ma non riuscì mai a vedere rappresentata la sua opera finché era in vita. La prima esecuzione della versione revisionata e definitiva avvenne infatti a Leningrado al Teatro dell'Opera il primo giugno 1955 con la direzione di Eduard Grikurov.

## Ruoli principali
- Principe Andrej Bolkonskij (baritono)
- Nataša Rostova (soprano)
- Conte Il'ja Andreevich Rostov (basso)
- Elena Bezukova (contralto)
- Anatol Kuraghin (tenore)
- Pierre Bezuchov (tenore)
- Feldmaresciallo Kutuzov (basso)
- Napoleone (baritono)

## Ruoli secondari
- Sonja (mezzosoprano)
- Mar'ja Dimitrievna Achrosimova (mezzosoprano)
- Dolochov (basso)
- Principe Nikolaj Andreevich Bolkonskij (basso)
- Principessa Mar'ja Bolkonskaja (mezzosoprano)
- Generale Ermolov (basso)
- Platon Karataev (tenore)
- Denisov (baritono)

I personaggi di Guerra e pace sono in totale settanta, oltre al coro che rappresenta gli ospiti al ballo, gli abitanti di Mosca, contadini, esercito russo, partigiani, soldati francesi.

## Argomento
Consapevole della difficoltà di ridurre a libretto un'opera così complessa come il romanzo di Tolstoj, Prokof'ev dovette operare delle scelte, scindendo la storia in due parti: la prima, in sette quadri, che narra le vicende in tempo di pace con gli aspetti familiari e intimi dei personaggi della nobiltà e l'altra, in cinque quadri, che punta sull'aspetto epico della guerra con la battaglia di Borodino e le vicende a essa connesse.
L'azione si svolge in Russia fra il 1809 e il 1812.
- Quadro primo. Durante una serata di danze, a casa di un aristocratico, il principe Andrej Bolkonskij vede l'incantevole Nataša Rostova conversare con la cugina Sonja e ne è subito attratto.
- Quadro secondo. Andrej balla con Nataša e si innamora di lei. La giovane suscita però anche l'interesse di Anatol Kuraghin che studia il modo per conquistare la ragazza.
- Quadro terzo. Il padre di Andrej, il vecchio principe Nikolaj Bolkonskij, ostacola con fermezza l'amore dei due giovani poiché considera Nataša di rango sociale inferiore; per questo motivo egli allontana il figlio da San Pietroburgo e tratta con estrema freddezza il conte Rostov e la figlia.
- Quadro quarto. Nataša, in crisi per la partenza di Andrej, fa visita a Pierre Bezuchov e alla moglie Elena, suoi amici da molto tempo. Anatol Kuraghin, che è fratello di Elena, durante un ricevimento, corteggia la giovane e la seduce strappandole anche il giuramento di fuggire con lui.
- Quadro quinto. Nataša incorre nell'ira di suo padre che ben conosce l'inaffidabilità di Kuraghin. Dolochov, amico di Anatol, renta di dissuaderlo dall'intento di rapire Nataša, ma il giovane è talmente preso dalla passione che non vuole sentire ragioni.
- Quadro sesto. Grazie a Sonja il rapimento viene sventato. Kuraghin fugge e Pierre Bezuchov rivela a Nataša che Anatol è già sposato e vuole solo approfittarsi di lei. La giovane è sconvolta dalla rivelazione e, in preda al rimorso per aver tradito il principe Andrej, tenta il suicidio.
- Quadro settimo. Bezuchov convoca il cognato e i due vengono alle mani, ma alla fine Pierre ha la meglio e Kuraghin è obbligato a lasciare subito la città. Pierre intanto si rende conto di amare Nataša, ma viene interrotto nei suoi pensieri dal generale Ermolov che annuncia l'invasione del territorio russo da parte delle truppe napoleoniche.
- Quadro ottavo. La scena si apre con la battaglia di Borodino. Andrej conosce Denisov che fu il primo fidanzato di Nataša e che gli narra la sua vicenda d'amore con la giovane; il principe, addolorato e avvilito per il tradimento di Nataša, è pronto a morire in battaglia.
- Quadro nono. Napoleone, nel suo quartier generale, è sicuro della superiorità del proprio esercito, ma ben presto si deve rendere conto di non poter entrare in Mosca, le sue truppe sono ormai dimezzate e i suoi ufficiali uccisi o fatti prigionieri.
- Quadro decimo. Nel villaggio di Fili il Feldmaresciallo Kutuzov presiede il consiglio dei generali russi e li convince ad agire tatticamente lasciando Mosca al nemico per riorganizzare esercito e strategia.
- Quadro undicesimo. Pierre Bezuchov si aggira in una Mosca incendiata, occupata e saccheggiata dai francesi, con l'intento di trovare e uccidere Napoleone. Viene però arrestato e accusato di aver dato fuoco alla città, ma poi gli viene risparmiata la vita e incarcerato. In cella conosce Platon Karataev, contadino amante della patria e soldato esemplare.
- Quadro dodicesimo. Il principe Andrej, ferito a morte, giace in un letto d'ospedale, in preda al delirio della febbre. Improvvisamente rivede Nataša, si riconcilia con lei e spira fra le sue braccia.
- Quadro tredicesimo. Le truppe napoleoniche battono in ritirata e uccidono molti prigionieri fra cui anche Platon Karataev. I partigiani cosacchi liberano Bezuchov e altri prigionieri. Il Feldmaresciallo Kutuzov vittorioso appare sulla scena in un giubilo generale con canti di lodi per l'esercito russo.

## Analisi
Trasformare il romanzo di Tolstoj in opera lirica fu un'impresa ardua per Prokof'ev; gli ostacoli principali furono di natura drammaturgica in quanto il libretto doveva per forza di cose essere più breve rispetto a un'opera in prosa, proprio per i tempi dilatati della musica e del canto. Il compositore dovette separare nettamente le vicende private da quelle della guerra che invece nel romanzo sono strettamente intrecciate.
Nella prima parte la storia amorosa di Nataša è trattata da Prokof'ev liricamente con grande efficacia. Vi sono momenti di grande risalto come il duetto fra la giovane e la cugina Sonja, che è un intenso inno alla natura, o il valzer danzato dal principe con l'amata, venato di sottile malinconia o ancora la melodiosa aria intonata da Nataša quando legge la lettera di Kuraghin. La seconda parte, sulla guerra, è meno riuscita, soprattutto dovette subire molti rimaneggiamenti dovuti all'interferenza del Comitato delle Arti che sicuramente falsarono la libertà d'espressione del musicista e resero alcuni personaggi, come Kutuzov, piuttosto retorici e un po' sopra le righe. Le scene appaiono poi slegate nei diversi quadri sulla guerra, minati a volte da un'enfasi ideologica. Prokof'ev dovette poi fare attenzione a non appesantire l'opera con una durata eccessiva; Guerra e pace dura poco più di quattro ore, tuttavia non è mai debordante pur essendo di notevole lunghezza.
Musicalmente l'opera rispecchia il tradizionale dramma cantato con la declamazione da parte dei personaggi; l'orchestra invece sostiene la parte puramente melodica con un gran numero di motivi. La partitura di Prokof'ev fa spesso ricorso a echi musicali folclorici rivisitati, ma sempre emotivamente rievocativi. Come spesso si riscontra nei suoi lavori, Prokof'ev attinge a sue opere precedenti utilizzando brani e motivi, rielaborandoli e inserendoli nella nuova partitura; così ritroviamo arie dall'Evgenij Oneghin, musiche di scena scritte nel 1937, e brani tratti dalla colonna sonora di Ivan il Terribile; questi ultimi si notano soprattutto nell'aria tormentata di Kutuzov che nella sua enfasi vuole essere un chiaro omaggio a Stalin.

## Organico orchestrale
Ottavino, due flauti, due oboi, corno inglese, due clarinetti, clarinetto basso, due fagotti, controfagotto, quattro corni, tre trombe, tre tromboni, basso tuba, timpani, triangolo, tamburello, tamburo di legno, grancassa, piatti, tam-tam, xilofono, glockenspiel, arpa, archi.